# 72 Seasons (cançó)
«72 Seasons» és el quaranta-tresè senzill de la banda estatunidenca Metallica, presentat com a quart i darrer de l'àlbum homònim el 30 de març de 2023.
La lletra tracta la preparació per abandonar la infància i esdevenir adult. 72 Seasons significa 72 estacions de l'any, que representen els primers divuit anys de vida. Com s'evoluciona i es creix per madurar i desenvolupar les idees pròpies i la pròpia identitat després d'aquesta edat. Algunes coses són invisibles però són en un mateix la resta de la seva vida, i altres es poden tornar enrere per tornar a començar.
La cançó va ser guardonada amb un premi Grammy per la millor interpretació de metal.

## Llista de cançons
| Núm. | Títol        | Durada |
| ---- | ------------ | ------ |
| 1.   | «72 Seasons» | 7:39   |

## Crèdits
Metallica
- James Hetfield – cantant, guitarra rítmica, producció
- Lars Ulrich – bateria, producció
- Kirk Hammett – guitarra principal
- Robert Trujillo – baix

Producció
- Greg Fidelman – producció, mescles, enregistrament
- Sara Lyn Killion – enginyeria
- Jim Monti – enginyeria
- Jason Gossman – enginyeria addicional, edició digital
- Kent Matcke – assistent d'enginyeria
- Dan Monti – edició digital
- Bob Ludwig – masterització